# 新北溪北轉運站
新北溪北轉運站是新北市新莊區的長途客運站，位於新北產業園區站、新莊知識產業園區附近。
溪北轉運站約1.5公頃，將整合三重區重陽路之國光客運、統聯客運客、和欣客運、豐原客運等站點，採BOT方式興建，37條路線進駐，設有複合式商場，設置連通捷運場站，新建地下停車場。將成為全市繼板橋轉運站後之長途客運大型轉運站。規劃客運路線42條、市區公車路線18條，預計2030年營運。